# Dominique Maltais
Dominique Maltais (* 9. November 1980 in Petite-Rivière-Saint-François, Québec) ist eine kanadische Snowboarderin, die auf den Snowboardcross spezialisiert ist und in dieser Disziplin zwei olympische Medaillen gewann.

## Karriere
Maltais begann im Alter von elf Jahren mit dem Snowboarden und nahm erstmals im März 2002 an den kanadischen Meisterschaften im Snowboardcross teil. In den folgenden beiden Jahren, 2003 und 2004, gewann sie jeweils den nationalen Meistertitel in der Disziplin.
Am 11. Dezember 2003 gab Maltais beim Rennen in Whistler ihr Debüt im Snowboard-Weltcup. Bereits im zweiten Weltcup-Rennen erreichte sie eine Podestplatzierung, als sie in Bad Gastein den zweiten Platz erreichte. In der folgenden Saison 2004/05 fuhr sie beim Rennen in Nassfeld zu ihrem ersten Weltcup-Sieg im Snowboardcross. Am Ende der Saison lag sie schließlich vor ihrer Landsfrau Maëlle Ricker auf dem ersten Platz und gewann damit ihren ersten Snowboardcross-Weltcup. Bei ihrer ersten Teilnahme an der Snowboard-Weltmeisterschaft 2005 verpasste sie im Finale allerdings eine Medaille und wurde Vierte.
Bei den Olympischen Winterspielen 2006 in Turin nahm Maltais am erstmals ausgetragenen Wettbewerb im Snowboardcross teil und erreichte im Qualifikations-Durchgang die zweitschnellste Zeit. Im Finale gewann sie trotz einer Kollision mit der späteren Olympiasiegerin Tanja Frieden die Bronzemedaille, nachdem auch Maëlle Ricker gestürzt war. Bei den Olympischen Winterspielen 2010 vier Jahre später in Vancouver schied sie aber bereits in der Qualifikationsrunde aus, nachdem sie zuvor im Training schwer gestürzt war.

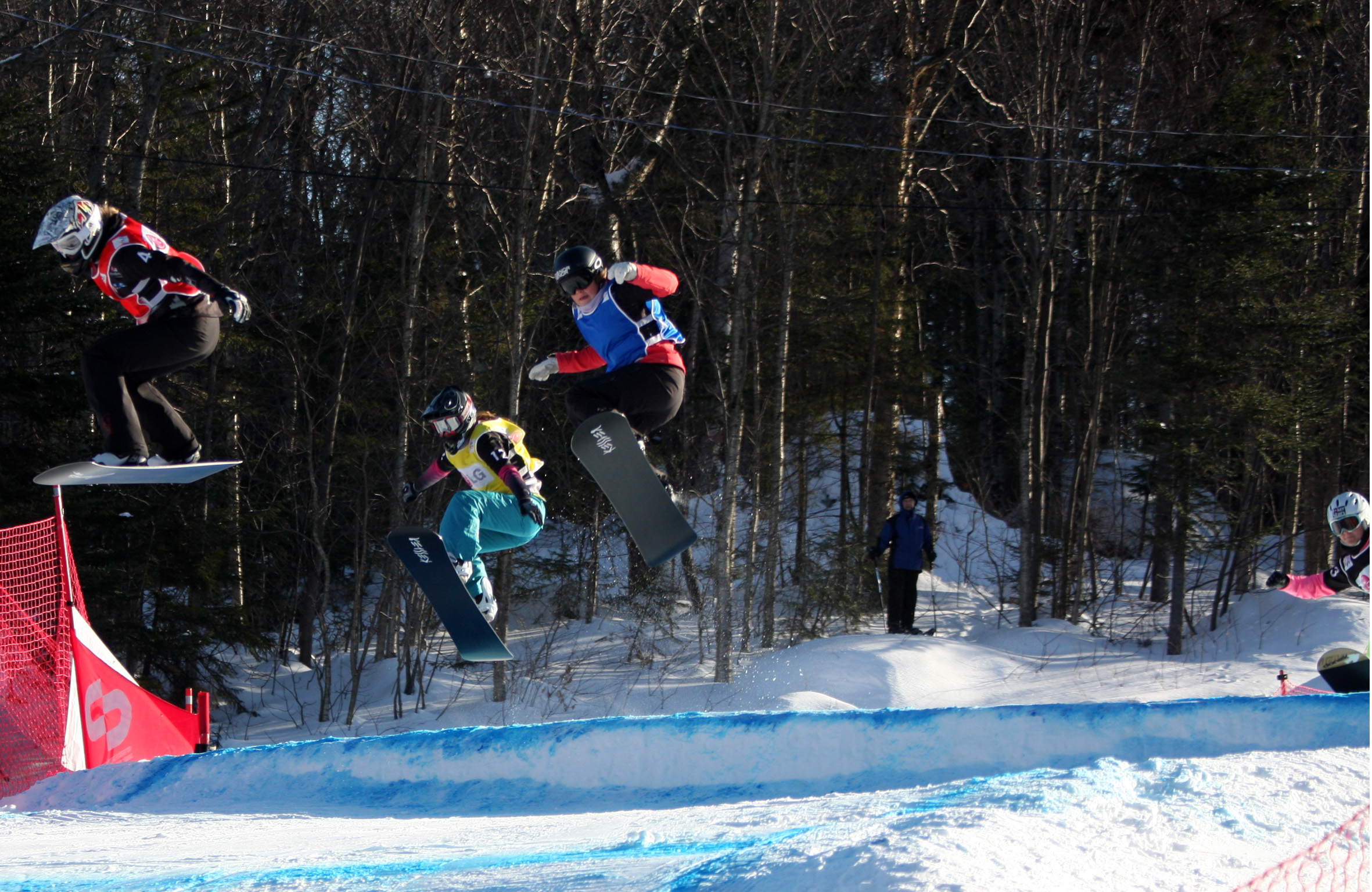
Maltais (ganz links) während der Weltcup-Saison 2010/11

Nach vier Jahren ohne Weltcup-Sieg gewann Maltais im Dezember 2010 drei Rennen in Folge und legte damit den Grundstein für ihren zweiten Gesamtsieg im Snowboardcross-Weltcup 2010/11. Auch in den folgenden Saisons, 2011/12 und 2012/13, konnte die Kanadierin ihre Siege im Disziplinweltcup wiederholen. In den drei Jahren gewann sie insgesamt acht Weltcup-Rennen und stand nur in drei Fällen nicht im Finale unter den besten vier Teilnehmerinnen. Gleichzeitig gewann sie 2011 ihre erste Medaille bei einer Snowboard-Weltmeisterschaft, als sie im Snowboardcross in La Molina Bronze gewann. Zwei Jahre später, bei den Snowboard-Weltmeisterschaften 2013 in ihrer Heimatprovinz Québec, gewann Maltais die Silbermedaille.
2014 qualifizierte sie sich zum dritten Mal in Folge für die Olympischen Winterspiele. Nachdem sie in der Qualifikations-Runde die drittbeste Zeit erzielt hatte, erreichte sie durch Siege im Viertel- und Halbfinale den Finaldurchgang. Dort gewann sie Silbermedaille hinter der Tschechin Eva Samková.
Im Januar 2015 belegte sie fünften Platz bei den Snowboard-Weltmeisterschaften 2015 am Kreischberg. Im selben Monat gewann sie Silber bei den Winter-X-Games 2015. Im März 2015 holte sie in Veysonnaz ihren 15. Weltcupsieg und beendete die Saison 2014/15 auf den zweiten Platz im Snowboardcrossweltcup.